# 舒婷
舒 婷 (じょ てい、英語: Shu Ting、仮名転写：シュー・ティン、1952年 - ) は現代の中国詩人で、朦朧詩人の一人である。1970年代に詩作を始め、後に作品を出版した。本名は龔佩瑜 (きょう はいゆ、英語: Gong Peiyu)。

## 来歴
舒婷は福建省晋江市で生まれ育った。しかし彼女が十代の時、父親が思想的異分子として告発されたため、地方へ移住させられた。福建省へ戻った時には彼女はセメント工場で仕事につき、そのほか紡績工場や電球工場で働いた。
彼女は詩を書き始め、1979年に最初の詩を発表し、地下出版の文芸誌『今天』に掲載された最初の一人となった。彼女は朦朧詩人として知られるグループの一員となった。朦朧詩人にはほかに北島、顧城、菲野、多多などがいる。文芸誌『今天』は1978年から1980年まで発行されたが、中国の新しい最高指導者鄧小平によって思想的に問題のある出版物として発行停止となった。
1980年代初頭、彼女は朦朧詩人を代表する女性詩人として有名になった。彼女は政府の支援を受ける唯一の朦朧詩人だった。そのため彼女は顧城や北島などと秘密裏に活動することになった。彼女の最初の詩集『双桅船』が1982年に発表されたが、それは顧城との共著であった。
彼女は1982年にZhongyi Chenと結婚した。
彼女は要請されて中国作家協会へ加入し、1981年と1983年に全国優秀詩歌賞を受賞した。
1983年の「精神汚染一掃運動」に際して、他の詩人たちと共に彼女は国家転覆分子として激しく批判された。その後、彼女は『Hui changge de yiweihua』『Shizuniao』という2つの詩集を発表している。

## 作品
- The mist of my heart: selected poems of Shu Ting, Translator William O'Donnell, Panda Books, 1995, ISBN 978-0-8351-3148-3
- Book: Shu Ting: Selected Poems (ed. by Eva Hung). Hong Kong: Renditions Paperbacks, 1994.
- Shu,Ting. Shuang Wei Chuan. Shanghai: Shanghai wen yi chu ban she, 1982. Print.

### 作風
舒婷の作風は、非常にわかりやすいことで知られている。アンドレア・リンゲンフェルターはエヴァ・ハンによる舒婷の『詩選集』の書評の中で、「彼女の態度は理想主義的で、愛国者風で、しかも非政治的である。形式において、詩人はリスクをほとんど取らない」と評している。彼女の作品はまた、女性的な声を持ち、個人の様式に性格づけられている、とも言われる。当時は政府によってすすめられていた様式とは反対であることで目立っていた。
彼女の作品の多くは文化大革命の最中に発表され、たとえ直接的に政治的言及がされなかったとしても、政府によって検閲されていた。

### 作品を含むアンソロジー
- Smoking People. 39. Beloit Poetry Journal. (Winter 1988–1989).  オリジナルの2010-11-21時点におけるアーカイブ。.
- Czeslaw Milosz, ed (1998). “Perhaps”. A Book of Luminous Things: An International Anthology of Poetry. Houghton Mifflin Harcourt. ISBN 978-0-15-600574-6
- Edward Morin; Fang Dai, eds (1990). The Red azalea: Chinese poetry since the Cultural Revolution. University of Hawaii Press. p. 99. ISBN 978-0-8248-1320-8. "shu ting."
- William H. Roetzheim, ed (2006). “Assembly Line”. The Giant Book of Poetry. Level4Press Inc. ISBN 978-0-9768001-2-5

### 書誌
- Kubin, Wolfgang. “Writing with Your Body: Literature as a Wound— Remarks on the Poetry of Shu Ting.” Modern Chinese Literature, vol. 4, no. 1/2, 1988, pp. 149–162. JSTOR, www.jstor.org/stable/41490632.
- Lingenfelter, Andrea. Modern Chinese Literature, vol. 9, no. 2, 1996, pp. 395–397. JSTOR, www.jstor.org/stable/41490766.
- Yeh, Michelle. “Misty Poetry.” The Columbia Companion to Modern Chinese Literature, Columbia University Press, 2016, pp. 286–292.
- Zhang, Yingjin. A Companion to Modern Chinese Literature. John Wiley & Sons, 2016.